# 拉戈阿-杜西蒂乌
拉戈阿-杜西蒂乌（葡萄牙語：Lagoa do Sítio）是巴西皮奥伊州的一个市镇。总面积789.71平方公里，总人口5042人，人口密度6.4人/平方公里。